# Pentathlón Deportivo Militarizado Universitario
El Pentathlón Deportivo Militarizado Universitario (PDMU) es una organización civil militarizada de ideología nacionalista, surgida en 1938 en la Ciudad de México como iniciativa de Gustavo Baz Prada, quien un día antes de ser nombrado rector de la Universidad Nacional Autónoma de México (UNAM), el 20 de junio de ese año, reúne en una cafetería cercana a la Universidad a doce estudiantes de la Facultad de Medicina, convocándolos y cambiando impresiones sobre lo que consideraban «desmoralización de la juventud mexicana», causada internamente por la ruina en que se encontraba el país, apenas terminadas la Revolución y los conflictos derivados del establecimiento del nuevo orden político, y externamente, por la proximidad de la Segunda Guerra Mundial. Trasmitiéndoles la idea de formar un grupo o institución que tuviera principios nacionalistas, deportivos y con una disciplina de carácter militar, iniciando labores de instrucción el 9 de julio de 1938, nace lo que entonces fue llamado Pentathlón Deportivo Militar Universitario (PDMU).
El PDMU es independiente desde sus orígenes de cualquier poder civil o político, así como de cualquier ideología tanto religiosa como político-social, igual como institución que como un derecho de sus miembros. No obstante su disciplina y estructura militarizadas, así como su admiración y respeto por las Fuerzas Armadas regulares de México, el PDMU no es un cuerpo paramilitar ni una rama del Ejército Mexicano. Aunque este reconoce formalmente la existencia de aquel como «escuela militar», no tiene autoridad directa sobre sus mandos ni sus miembros; solo puede emitir recomendaciones según las necesidades circunstanciales.

## Historia
En la actualidad existen varios textos referentes a la historia del Pentathlón Universitario. En la Biblioteca Central de la Universidad Nacional Autónoma de México se encuentran cuatro tesis sobre el Pentathlón Universitario. Las primeras dos curiosamente son tesis de Arquitectura sobre proyectos para nuevas instalaciones para la institución. La primera de estas tesis lleva simplemente el título de Pentathlón Deportivo Militar Universitario y fue realizada en el año de 1955 por Carlos Burciaga M. y Otilio López C. para obtener respectivamente sus título de Arquitecto. La segunda tesis que se encuentra en la UNAM se titula Instalaciones para el Pentathlón Deportivo Militar Universitario y fue realizada por Guillermo Sánchez Robles en 1965 de igual manera para obtener el título de Arquitecto.
Existen revistas que en un inicio eran publicadas por la Escuela de Reclutas llamada «Pentathlon», iniciando la publicación en el año de 1958 y posteriormente por la Sección de Organización y Propaganda del Estado Mayor General, las cuales aportan el trabajo que desarrolla el PDMU desde su fundación hasta esos años.
Por otro lado existe una grabación en audio de la plática que realizó el doctor médico cirujano Jorge Jiménez Cantú en el año de 1952* en el Cuartel General del PDMU y dirigida a la Escuela Reclutas, con el título Historia y Leyes del Pentathlón Deportivo Militar Universitario.  Dicha grabación se encuentra en formato de 33 rpm en discos de aluminio. 
La versión taquigráfica de la grabación se encuentra en Crónicas del Pentathlon Deportivo Militarizado Universitario, narradas por quienes vivieron el momento, en el apartado «Semblanza de los fundadores del PDMU» y en el correspondiente a Jorge Jiménez Cantú bajo el título de (Disertación sobre la Historia y Leyes del Pentathlón a los miembros de la Escuela de Reclutas en el año de 1950*.).
También podemos encontrar otra importante contribución a la historia de esta institución realizada por el doctor Julián Gascón Mercado que lleva el título de Algunas notas históricas del Internado Sección "B" publicado en 1993. 
De igual manera está el trabajo realizado por el doctor Jorge Hernández Ibarra quien dedicó los últimos años de sus vida para escribir las Crónicas del Pentathlon Deportivo Militarizado Universitario, narradas por quienes vivieron el momento, este valioso trabajo solamente se encuentra publicado en su versión digital para 2014 año en que fallece el autor.
Por último se encuentra en la Biblioteca Central de la UNAM una tercera tesis titulada Historia del Pentathlón Deportivo Militarizado Universitario (1938-1988), elaborada por Eduardo Emiliano Zapata González en 2014, para obtener el título de licenciado en Sociología.

### Fundación

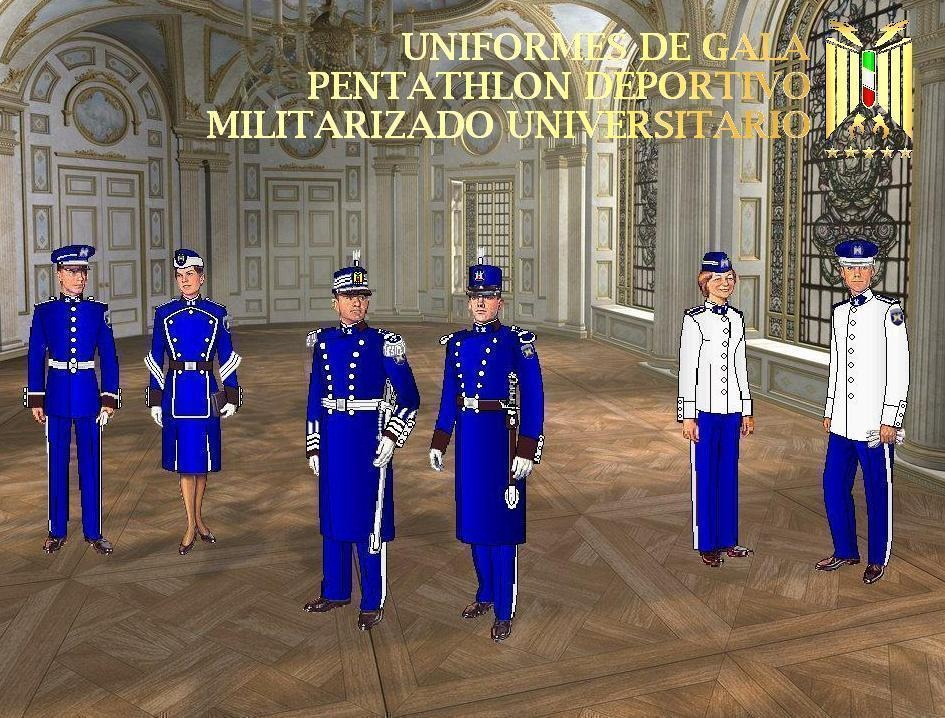
Uniformes de Gala del PDMU

A las seis de la mañana del 9 de julio de 1938, en una calle adyacente al viejo Estadio Nacional, se reunieron doce estudiantes de la Facultad de medicina de la escuela de la UNAM, impulsados por una inconformidad común ante las que consideraban circunstancias prevalecientes en su generación: «El egoísmo, la pobreza de ideales, el escepticismo estéril y la pedantería» (según el relato oficial de la fundación). Su deseo era congregar a las mejores voluntades, para construir una Patria "próspera y fuerte" (ídem.). Los fundadores de la institución llamada Pentathlón Deportivo Militar Universitario fueron:
- Luis Sáenz Arroyo
- Jorge Jiménez Cantú
- Carlos Retteg Solano
- Andrés Luna Castro
- Alfonso de Icaza e Icaza,
- Ginés Navarro Díaz de León
- Fidel Ruiz Moreno
- José Urbano Blanchet Ceceña
- Ángel Pérez Aragón
- Joaquín de la Torre
- Braulio Peralta Rodríguez
- Carlos Niño de Rivera

Además del teniente coronel del Ejército Mexicano
- Gonzalo Hidalgo (primer instructor)

Sus prácticas eran diarias, al amanecer, y su ejemplo cundió pronto por la geografía mexicana: un año después de fundado (1939), el PDMU ya tenía presencia en el Estado de México, Puebla, Querétaro, Jalisco y Coahuila.
La autodisciplina, aceptada voluntariamente por los iniciadores, fue de carácter militar, pues, a su modo de ver, adiestra en la obediencia y el mando; mejora y hace más pronta y fuerte la voluntad, y orienta la agresividad, matizándola con las nociones de nobleza, honor, sacrificio e íntima convicción del deber.

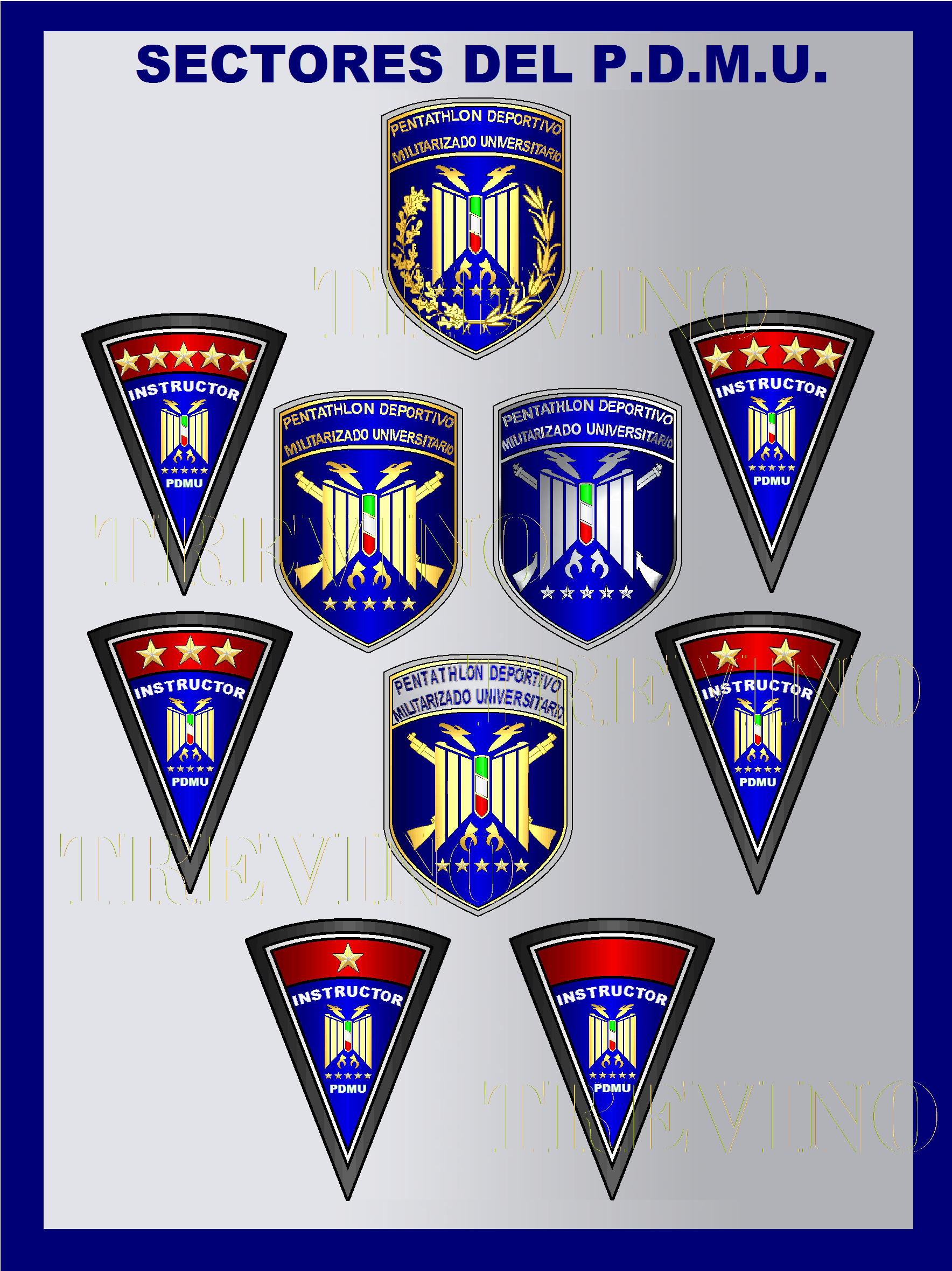
Sectores del PDMU (Cmte. Gral, Inf. e Instr.)

- Maestro de las Juventudes.- Gustavo Baz Prada.

### Comandantes generales del Pentathlón Universitario
Los jefes nacionales de la Institución llamada Pentathlón Deportivo Militar Universitario fueron:
- Carlos Retteg Solano,
- Jorge Jiménez Cantú,
- José Urbano Blanchet Ceceña,
- Rafael Izquierdo Ibáñez,
- Marcelo Mendoza Parada,
- Armando León Bejarano,
- José Urbano Blanchet Ceceña,
- Manlio Hernández Hernández,
- Jorge Hernández Ibarra,
- Jorge Gilling Cabrera,
- Sergio Álvarez Castro,
- Isauro Martínez Gálvez,
- Ignacio Espinoza Ortega,
- Rafael Nava y Uribe,
- Roberto Hernández Jones,
- Ángel Gütiérrez González

Además del actual jefe nacional del PDMU

### 1938-1940

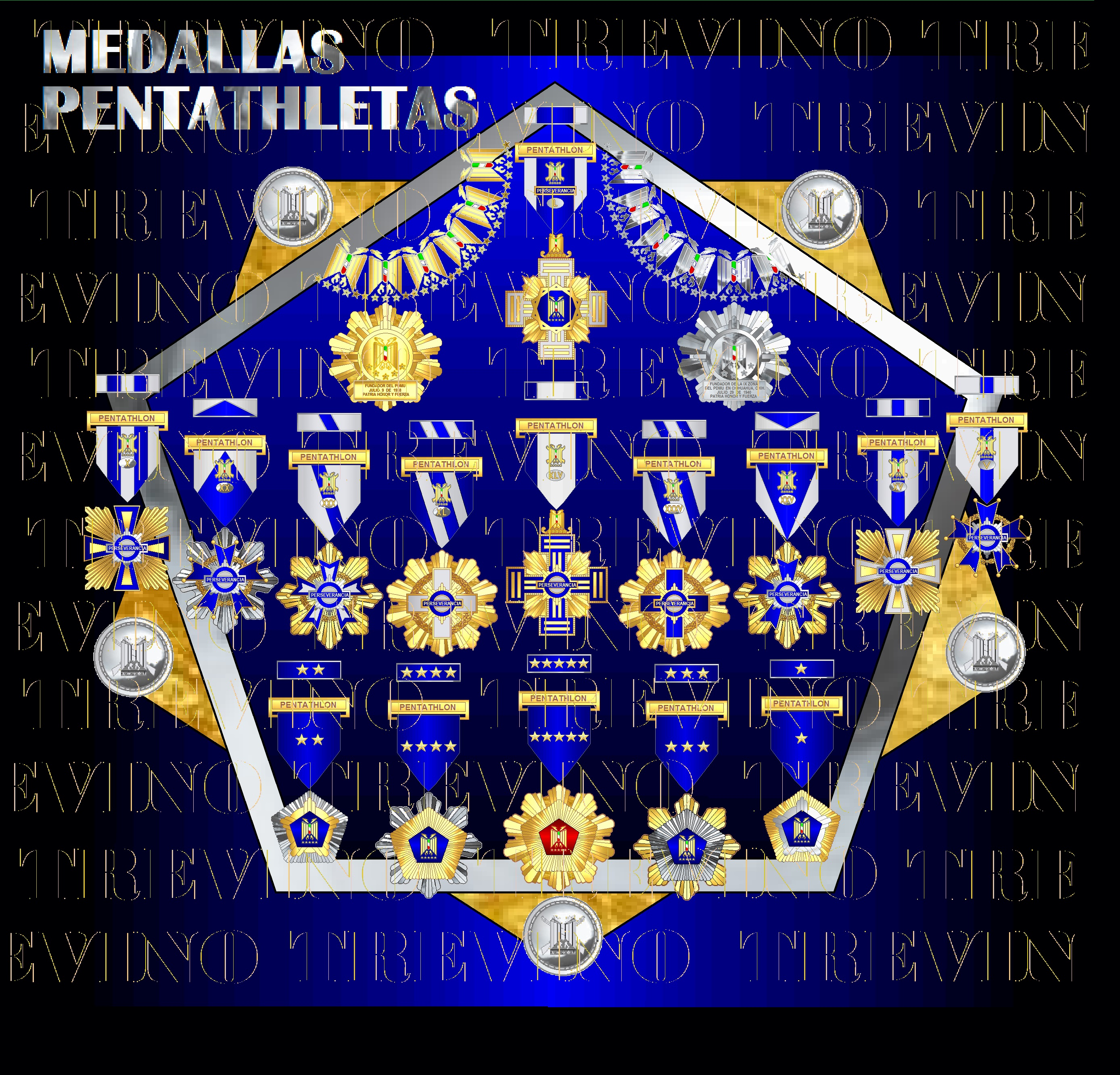
Medallas de 5 - 50 años de Perseverancia Pentathleta y Medallas de Las 5 Clases de la Medalla al Trabajo Pentathleta

El 9 de julio de 1938 es constituido el PDMU.
En 1958 el Pentathlón modificó sus cinco pruebas olímpicas:
1. Carrera al paso veloz a campo traviesa, tres kilómetros.
2. Nado libre, una distancia de trescientos metros.
3. Boxear en su peso, tres asaltos (en substitución de carrera a caballo).
4. Lucha olímpica, tres asaltos (en substitución de tiro de pistola).
5. Salto de longitud (en substitución de tiro de sable).

El 4 de mayo de 1939 hace su presentación el Pentathlón de la Ciudad de México, desde ese momento se da pauta a la fundación de la III Zona Puebla por iniciativa del Daniel Curibeña y con el apoyo de Tomás Kasuki, Conrado MacFarland, Horacio Labastida, Manuel Frías Olvera, Rosendo Briones, Rafael Guilder y Raúl Velarde, siendo el punto de reunión el antiguo Colegio del Estado (hoy BUAP) y contando con el apoyo del entonces vicerrector Gustavo Díaz Ordaz, quien diera la autorización para realizar las prácticas en las instalaciones del colegio (actual Edificio Carolino).
El 23 de julio de 1939 se fundó la Escuela de Cadetes.
El 23 de julio de 1939 se hace entrega de la Bandera Nacional con todos los honores por el Secretario de la Defensa Nacional General de División José Agustín Castro en representación del Presidente de la República Lázaro Cárdenas del Río al Jefe Nacional del Pentathlón Jorge Jiménez Cantú en el Parque San Martín de la Ciudad de México.
1939 es diseñada la Bandera Guion por el 3.er. Comandante Rafael Izquierdo Ibáñez que tenía las dimensiones de una colcha matrimonial.
1939 el escudo fue diseñado por el Jorge Jiménez Cantú.

### 1940-1952
El 11 de febrero de 1940 se dan origen los reclutamientos. Se funda la Escuela de Cadetes siendo el primer comandante y director general Javier Mariel Herrera. Se funda el Cuerpo de Caballería por Carlos Niño de Rivera.
El 11 de febrero de 1940 Carlos Niño de Rivera y el Mayor Luis Bouchot fundan el cuerpo de Caballería. Sus comandantes fueron: 1.º Braulio Peralta Rodríguez, 2.º Alberto Yarza (piloto del Escuadrón 201), 3.º Eduardo Zárate Guerrero (hijo del Gral. Z.Ricoy), 4.º Guillermo Lacy López, 5.º Mario Aguilar Quiroz, 6.º Luis González Rentería, 7.º Saúl Ruiz Espinoza, 8.º Óscar Caso Villa, 9.º Manuel Garduño Valdez, 10.º Raymundo Varela L., 11.º Alfredo Prego L., 12° Raymundo Varela Jr., 13° Carlos Amezcua, 14.º Juan José Bracamontes Manero, 15° Rogelio Hernández Huerta.
El 29 de julio de 1940 se fundó la entonces V Zona Chihuahua (Hoy IX Zona).
El 1 de octubre de 1940 se da a conocer el Código Fundamental. Fue escrito por el hoy Licenciado y Notario Público Rafael del Paso Reinert.
1941 A causa de una crisis en la Universidad Nicolaíta de Morelia que propició la salida de decenas de estudiantes hacia varias partes del país. Con un grupo de más de veinte estudiantes nicolaítas y con el apoyo del Gustavo Baz entonces Secretario de Asistencia se protegió a estos estudiantes, y en una parte de las instalaciones del mismo Asilo "Díaz de León" donde estaban las oficinas del Pentathlón Deportivo Militar Universitario, nació en agosto de 1941 el Internado Sección A del mismo, que poco a poco se fue incrementando con estudiantes necesitados de apoyo económico, provenientes de todas partes del país, de todas las Instituciones de Cultura y dos años después contaba con 250 internos y las internas .
El 14 de febrero de 1942 se fundó el cuerpo de la Policía Militar del PDMU con un destacado fundador llamado Luis Schwartz Klein. En el año 1947 se efectúa el registro ante la Secretaría de Guerra (hoy Secretaría de la Defensa Nacional) y dando el año de creación y conjugándose con la fecha del registro quedó el 14 de febrero de 1942 como fecha de inicio para este Cuerpo Especial.
El 24 de febrero de 1942 se fundó la XIX Zona Nuevo León.
El 16 de marzo de 1942 se constituye la Zona Tamaulipas con sede en la ciudad y puerto de Tampico.
1943 los reclutamientos pasa a ser la Escuela De Reclutas.
El 4 de marzo de 1944 a raíz de la Jura de Bandera se funda el cuerpo de Ingenieros siendo el 1.er. Director el Ing. Rafael Morales.
El 19 de agosto de 1943 se funda el Internado Sección "B", Gustavo Baz Prada
1944 La Escuela de Reclutas recibe a elementos con edad mínima de 15 años.
1945 Obtiene sus propios corceles el Cuerpo de Caballería
1946 Se dota a los instructores del sector triangular.
El 7 de abril de 1951 se origina el Pentathlón Femenil (según consta en el acta constitutiva), en Guadalajara, Jalisco. El departamento de Zonas de la Comandancia General de México Distrito Federal autorizó la constitución del grupo, que fue iniciativa del Comandante de la Zona Jalisco 3.er. Comandante de Cadetes Romualdo Cabeza de Vaca Curiel (Q. E. P. D.), siendo su primera directora la doctora Soledad Ascencio Pérez. El grupo adoptó como lema “Patria, Honor y Virtud”. El águila bicéfala con las alas extendidas verticalmente, sosteniendo en sus garras las estrellas que representan los Ideales del Pentálogo, fue también el símbolo de ese nuevo estilo de ser que se inauguraba para la mujer mexicana. Ha sido ininterrumpida la lucha contrarrestar el fango social, la falta de respeto a lo femenino, la maternidad y la Patria, mediante la formación de la juventud, física y espiritual. El llamado del Pentathlón a las mujeres fue para afirmar su feminidad, conservar su pureza, desarrollar armónicamente su físico y ser eje y buen ejemplo para la niñez, la juventud y la familia. En esa época muchas mujeres, en el recogimiento de los claustros, bordaban finos tejidos; otras muchas se dedicaban a las labores del campo sembrando, cosechando, tras el arado, trillando; otras cuidando el ganado y el resto en las faenas domésticas, cuidando el aseo de los niños y los padres, fregando, lavando, cocinando encargándose de todo. Las pocas estudiaban. Pronto cundió el modo pentathlónico de ser mujer, y otras Zonas de la república iniciaron el trabajo con grupos femeninos.

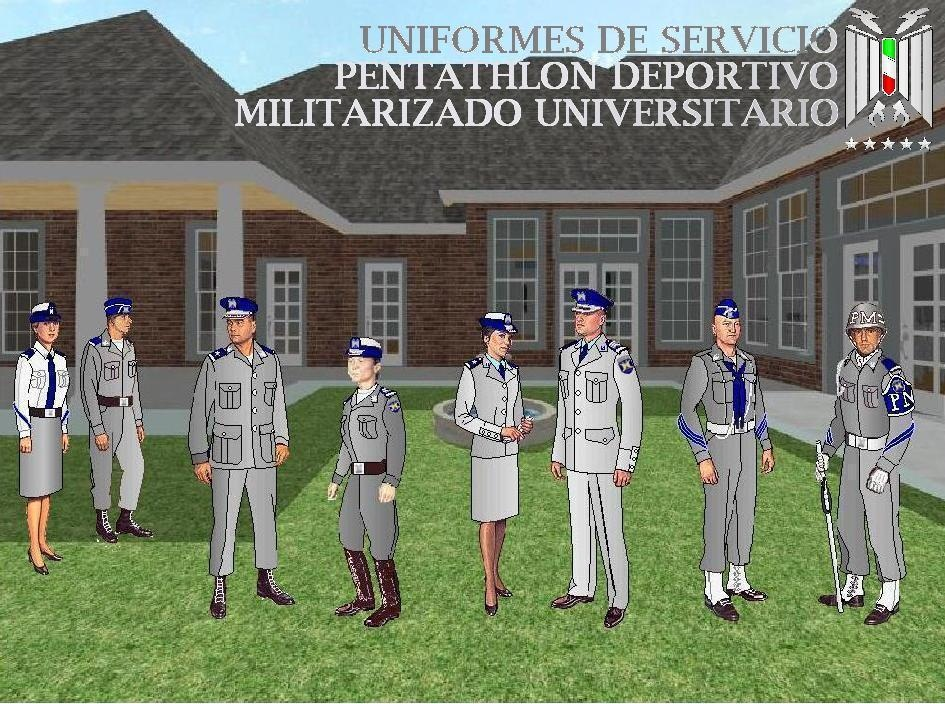
Uniformes de Servicio del PDMU

El 13 de septiembre de 1951 se crea el Pentathlón Menor, por el Prof. Alfredo Ruiz Moreno, quien fue un entusiasta miembro de la institución que le dio vida al ya estipulado grupo del Pentathlón Menor en el Código Fundamental; pero que es hasta el 13 de septiembre de 1951, cuando prácticamente inician sus actividades, al reunir a un grupo de chiquillos que desde un punto de vista lúdico acorde a sus edades, se dedican al deporte y a aprender todo aquello que los hará ser con el tiempo buenos ciudadanos.
1952 Alfredo Ruiz Moreno organiza cada año lo que se llamó Juegos Deportivos Infantiles cuya finalidad era la de fomentar entre la niñez el interés por el deporte. En los VII Juegos Infantiles efectuados en 1958 hubo una participación de 2,500 chiquillos.

### 1952-1964
1954 Jorge Jiménez Cantú inaugura las primeras competencias del Pentathlón.
Del 5 al 9 de diciembre de 1954 se lleva la primera Convención Nacional de Jefes del Pentathlón.
1956 Primera competencia de Orden Cerrado con Escuela De Sección.
El 21 de junio de 1963 hace la reposición de nuestra enseña nacional el presidente de la República el Adolfo López Mateos.

### 1964-1976
El 5 de mayo de 1965 se funda oficialmente la Zona Baja California, aun cuando venía trabajando de manera promocional desde 1964.
El 5 de mayo de 1968 se funda oficialmente la Zona Colima, después de arduos trabajos promocionales realizado en el estado.
El 6 de abril de 1968 la Secretaría de la Defensa Nacional, a través de la Dirección General de Educación Militar con el Oficio N.º 1371, se reconoce como institución al Pentathlón modificando la palabra Militar por Militarizado quedando la designación correcta como Pentathlón Deportivo Militarizado Universitario.
El 16 de octubre de 1970 se funda oficialmente la Zona Chihuahua, aun cuando ya desde 1968 se venía trabajando de manera promocional en la que en aquel entonces era la V Zona Militar de Chihuahua, el precursor para la promoción era el 1.er Comandante de Infantería  Rafael Aguilar Castro, por órdenes del Comandante General Sergio Álvarez Castro se da el nombramiento de la V Zona Chihuahua del PDMU.
El 16 de diciembre de 1975 se publica en el Diario Oficial de la Federación el acuerdo por el que se autoriza a la Secretaría de Salubridad y Asistencia para enajenar a título gratuito en favor del Pentathlón Universitario A. C. los predios números 68 y 70 de las calles de Sadi Carnot, colonia San Rafael de la Ciudad de México.
El 23 de febrero de 1976 se publica en el Diario Oficial de la Federación el decreto que retira del servicio de la Secretaría de Obras Públicas y se desincorpora del dominio público de la nación una superficie de 24,427.917 M². que el Pentathlón Universitario A.C. utiliza para prácticas deportivas y ecuestres, sitio en Belén de las Flores, Distrito Federal destinándola al propio Pentathlón.
En octubre de 1976 se crea la Zona Centro en el Distrito Federal.

### 1976-1988
El 9 de junio de 1980 se crea el Himno Oficial del Pentathlón por el 1.er. Comandante José Sierra Flores.
El 9 de julio de 1983 se lleva a cabo la segunda reposición de nuestra Bandera Nacional en el Campo Marte de la Ciudad de México por el presidente de la República Miguel de la Madrid Hurtado siendo comandante general del PDMU el Rafael Luis Nava y Uribe.
El 19 de septiembre de 1985 a raíz de los temblores que sacuden la Ciudad de México se funda el Servicio de Transmisiones siendo comandante general del PDMU el Rafael Luis Nava y Uribe.
El 9 de julio de 1988 se interpreta el Himno al Pentathlón escrito por el 1.er. Comandante José Sierra Flores en el Palacio de Bellas Artes por la Banda de Música y Coro de la Secretaría de Marina.

### 1988-2000
En 1994 bajo la dirección del Ing. Moisés Ruiz Molina se integra la primera mujer al Servicio de Transmisiones antes que en las fuerzas armadas nacionales.
El 20 de noviembre de 1995 se le reconoce al Pentathlón con el Premio Nacional de Deporte por el presidente de la República Ernesto Zedillo Ponce de León con el Premio Nacional de Deporte en el campo al fomento y promoción del deporte a nivel institucional. El premio fue recibido por el comandante general Roberto Hernández Jones por la importancia de este acontecimiento y dado que es un hecho irrepetible se ha considerado el mayor reconocimiento que la institución ha recibido. Ocurrió que las autoridades hubieron de crear la categoría Fomento, Protección e Impulso al Deporte Nacional para poder definir acertadamente la polifacética actividad del Pentathlón en el ámbito deportivo. Dicha ceremonia fue celebrada en el Palacio Nacional y al término del tradicional desfile deportivo con el que se conmemora el aniversario de la Revolución Mexicana. Y en el cual siempre el Pentathlón ha tenido una excelente participación.
El 12 de marzo de 1997 se convierte en la primera institución deportiva del país en entrar a la red web de Internet dando paso a que otras Zonas tuvieran su propia página y por lógica a que federaciones y otros organismos hicieran lo mismo inclusive alentando al COM, CONADE y CODEME hacer sus portales.

### 2000-2012
El 20 de diciembre de 2000 el Pentathlón de la Zona Yucatán obtiene el Premio Estatal de la Juventud 1999 en méritos cívicos por toda su trayectoria y fomento a los símbolos patrios, este reconocimiento fue entregado por el C. Gobernador del Estado Don Víctor Cervera Pacheco, y fue recibido a nombre de la institución por el 1.er. oficial Carlos Enrique Estrada Hernández fundador de la Zona Yucatán, el evento se realizó en el Centro de Convenciones Yucatán siglo XXI de la Ciudad de Mérida.

## Ideología
Desde el principio la máxima finalidad del PDMU ha sido "La Grandeza de la Patria" e inculca en sus miembros la búsqueda de los grandes ideales humanistas tanto en lo moral como en lo físico e intelectual. Se rige por un Pentálogo que son las cinco normas básicas que pretende que sus pentathletas tengan presentes siempre y en todo lugar representadas en el escudo por cinco estrellas, al pie de un águila bicéfala que simboliza, en un orden, al águila del Escudo Nacional de México y al águila en el escudo de la UNAM; en otro, la unión de potencias humanas complementarias: razón y fe, emoción e intelecto, etcétera.
El PDMU condensa sus fines y los medios para alcanzarlos en el lema "Patria, Honor y Fuerza".
El cuerpo ideológico del PDMU descansa primariamente sobre el Pentálogo; en éste se fundan el Himno y los documentos más importantes de la organización: el Ideario, el Mensaje al Pentathlón Menor y el Mensaje al Pentathlón Femenino.

## Organización

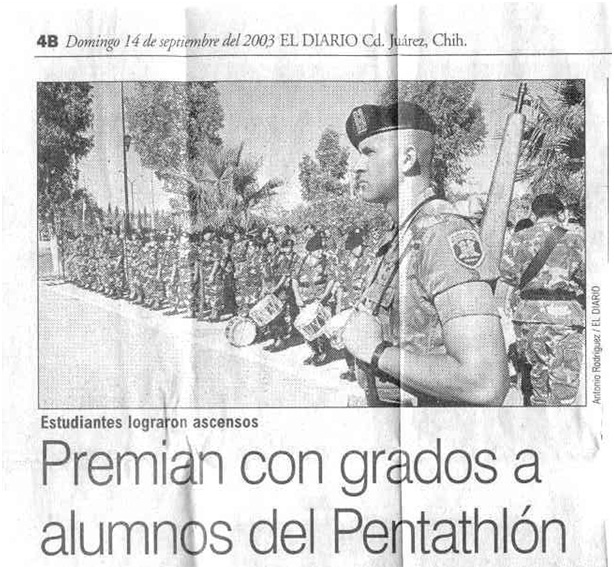
Premiación a cadetes del Pentathlon

En lo general, la estructura jerárquica y geográfica del PDMU es homóloga a la del Ejército Mexicano regular; con las particularidades que se anotan a continuación.

### Estructura del PDMU nacional

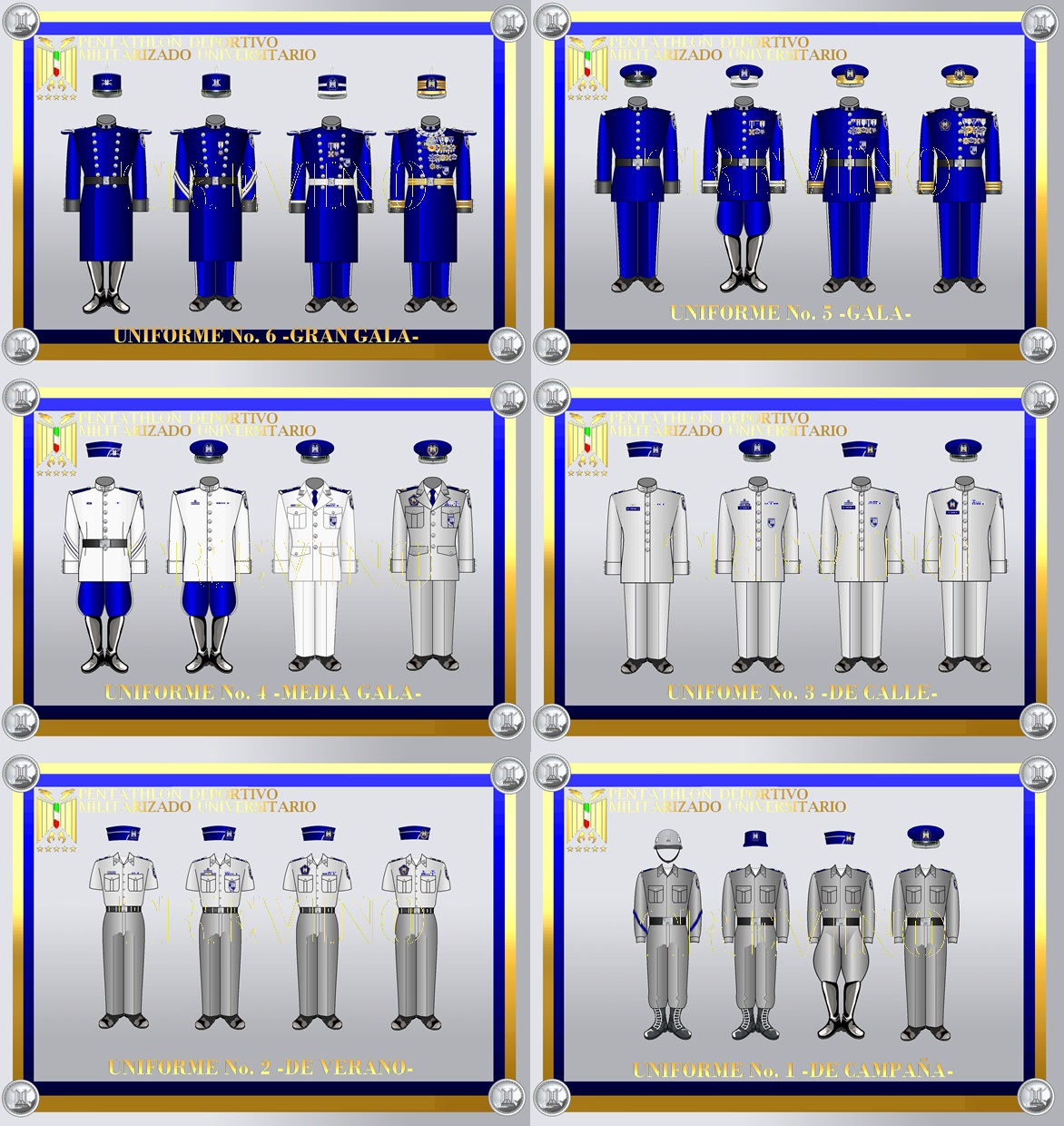
Uniformes del Pentathlon

La estructura del PDMU está basada en las Fuerzas Armadas Mexicanas y consta de dos partes o grandes cuerpos:
- Activo, los miembros que participan regularmente en la realización de los postulados institucionales mediante el adiestramiento militar, humanístico y deportivo así como las labores específicas que se les han encomendado ("comisiones"). El Activo está compuesto de esta manera:

1. Jefe del Pentathlón
2. Subjefe del Pentathlón
3. Estado Mayor General
4. Tribunal de Honor
5. Instructores
6. Comandantes
7. Oficiales
8. Clases
9. Cadetes
10. Reclutas
11. Pentathlón de Zonas
12. Pentathlón Menor
13. Pentathlón Femenino

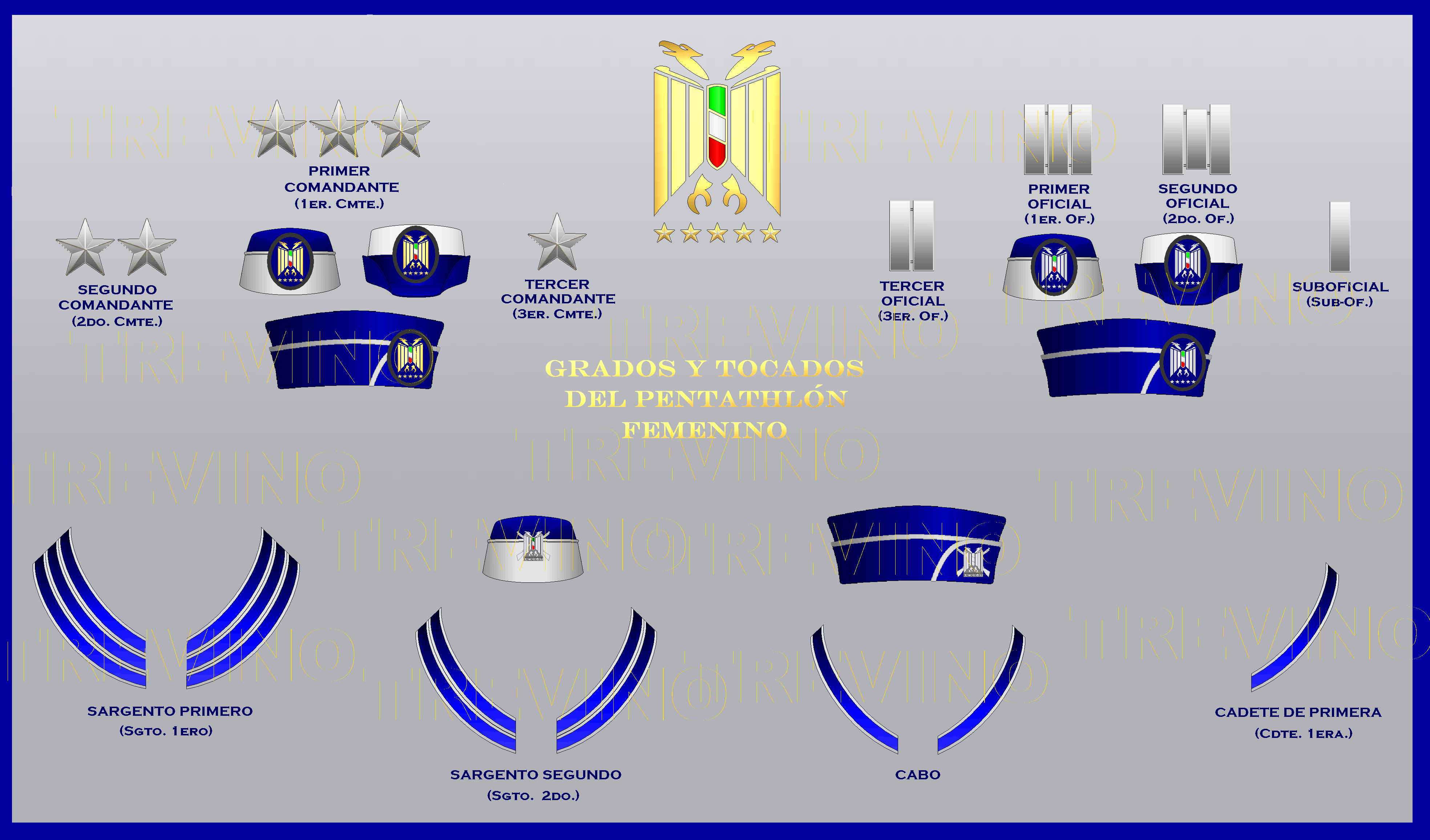
Grados y Tocados del Pentathlon Femenino

- Reservas y socios honorarios, aquellos que no estén capacitados para desempeñar las actividades del activo.Reunión de Socios Honorarios Egresados del PDMU. Feb 16, 2013. Cd. Juárez, Chih.

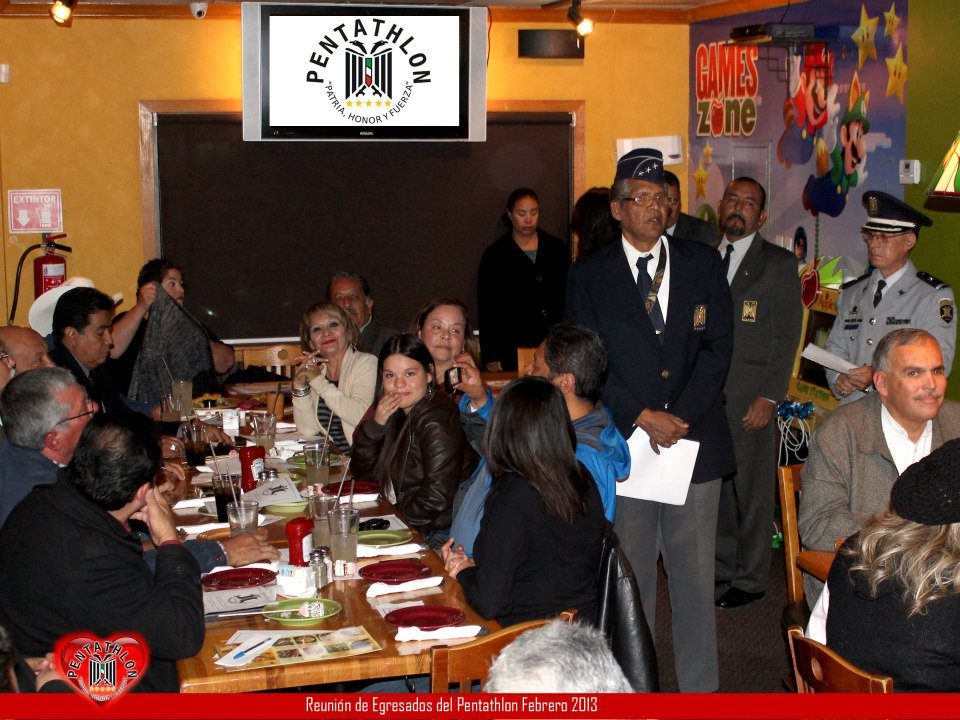
Reunión de Socios Honorarios Egresados del PDMU. Feb 16, 2013. Cd. Juárez, Chih.

### Escalafón
Según sus méritos tanto académicos como institucionales; su antigüedad y habilidades deportivas, militares e intelectuales, los miembros del PDMU están organizados de manera jerárquica, en una estructura piramidal equiparable al escalafón militar, con fuertes vínculos comunicativos y de cooperación tanto en la dimensión horizontal como en la vertical. Los grados otorgados dentro de esta ordenación jerárquica son reconocidos por cualquier pentathleta, independientemente de la zona, cuerpo, arma o unidad a que pertenezca, así como por los miembros de otras escuelas militarizadas (civiles), a quienes reconocen los suyos en reciprocidad. En ciertos actos (como los protocolarios), estos grados llegan a ser reconocidos transitoriamente por otras instituciones, incluidas las fuerzas armadas y sus escuelas militares, en reconocimiento a la contribución educativa del PDMU. A su vez, los pentathletas reconocen subordinación jerárquica hacia los militares con grados de oficialidad y superiores, cumpliendo voluntariamente las comisiones que éstos les asignen, en tanto no interfieran con el cumplimiento de sus deberes civiles ni impliquen acciones exclusivas del fuero militar.

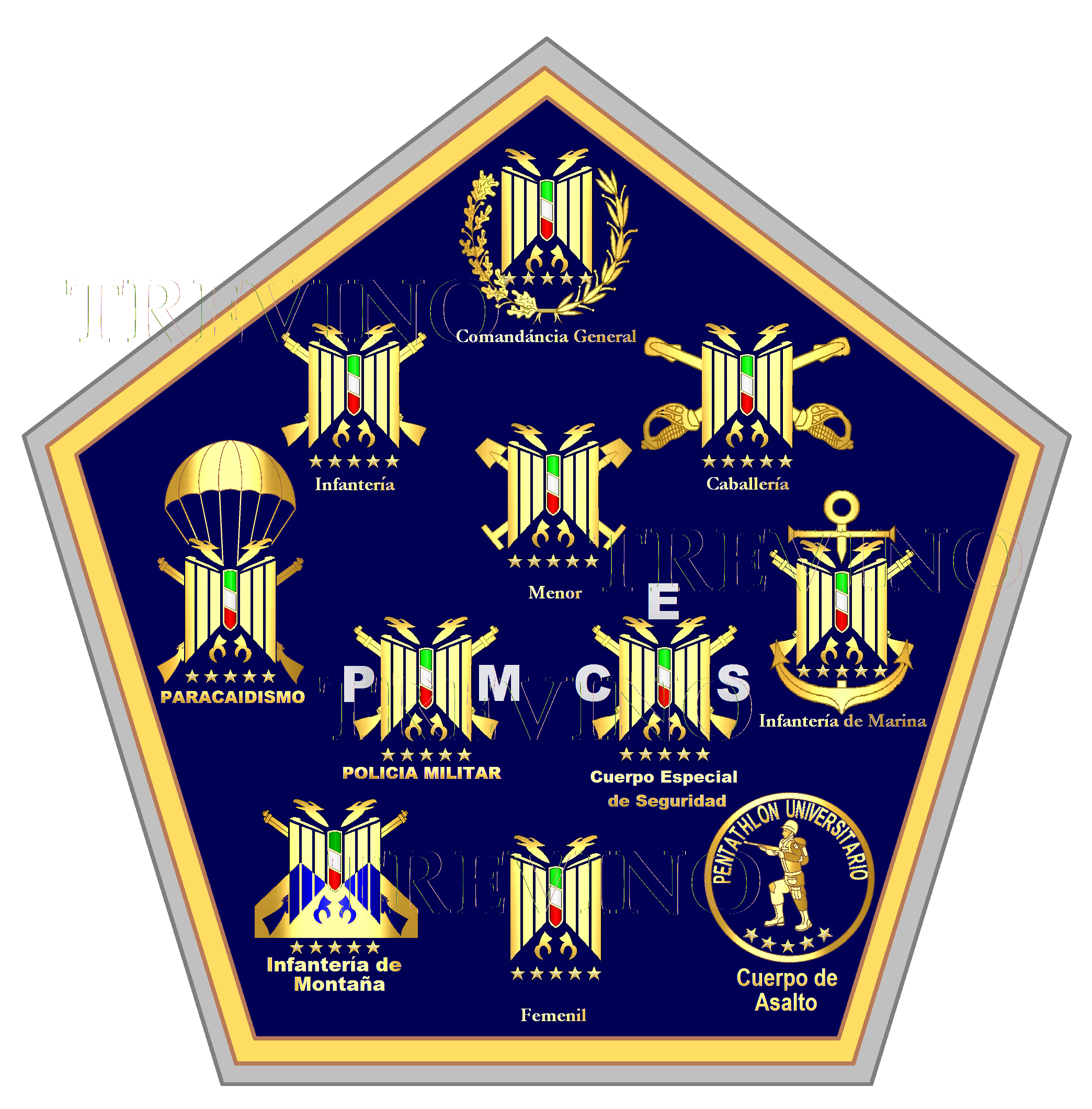
Escudos del PDMU

A continuación se presentan las equivalencias de los grados del Pentathlón con los del Ejército Mexicano. Cabe aclarar que por su naturaleza los grados de Generales son incompatibles con una institución civil --como es el PDMU--, sin embargo, por sus funciones el cargo de Jefe Nacional podría comparársele.

#### Comandantes
- 'Comandante General'

- 'Primer Comandante'

- 'Segundo comandante'

- 'Tercer comandante'

| Grado                       | PDMU | Grado equiparable | Ejército mexicano |
| --------------------------- | ---- | ----------------- | ----------------- |
| Comandante general del PDMU |      | General ---       |                   |
| 1.er Comandante             |      | Coronel           |                   |
| 2.º comandante              |      | Teniente coronel  |                   |
| 3.er comandante             |      | Mayor             |                   |

#### Oficiales

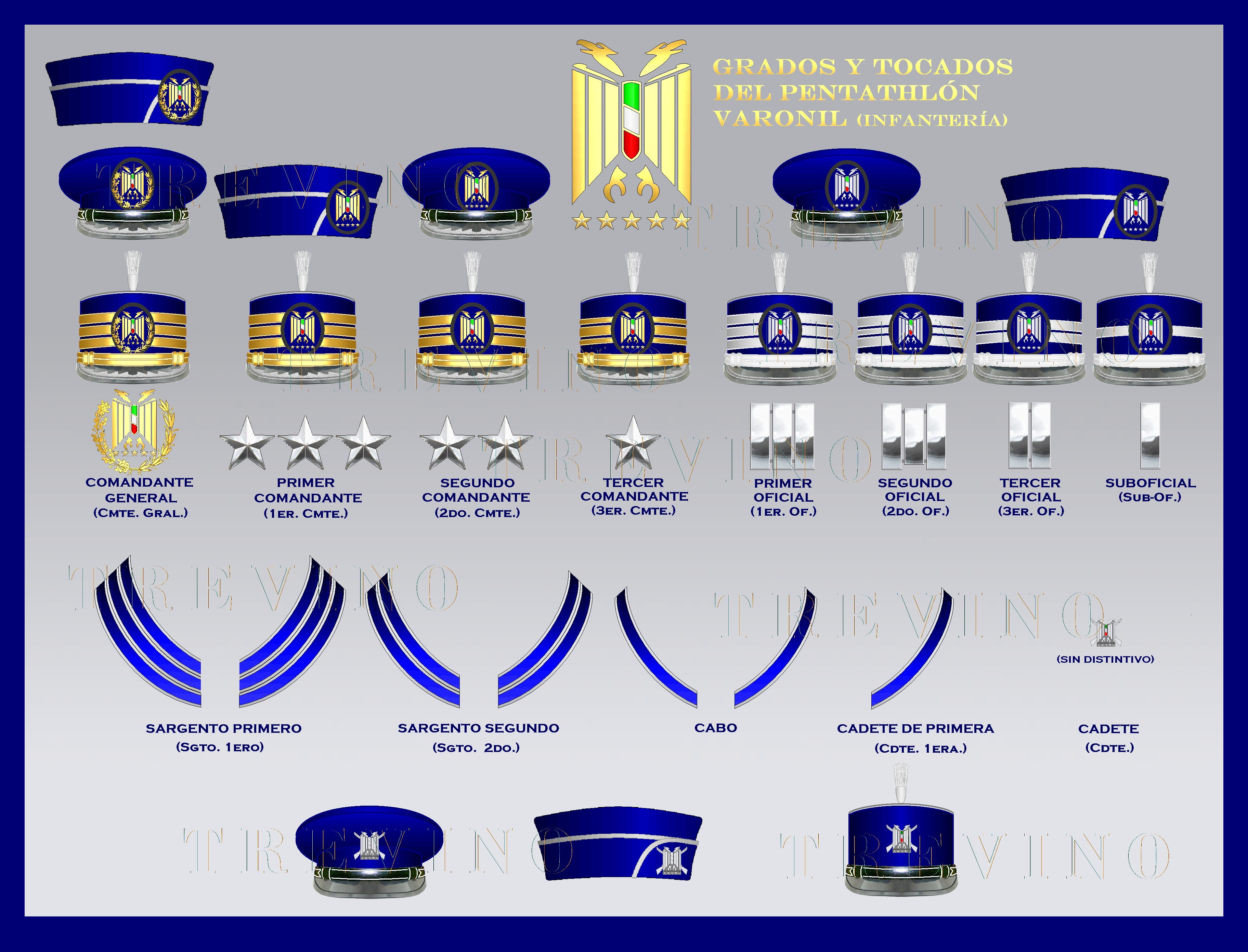
Grados y tocados del PDMU (Inf.)

- Primer Oficial
- Segundo Oficial
- Tercer Oficial
- Sub-Oficial

| Grado        | PDMU | Grado Equiparable | Ejército Mexicano |
| ------------ | ---- | ----------------- | ----------------- |
| 1.er Oficial |      | Capitán Primero   |                   |
| 2.º Oficial  |      | Capitán Segundo   |                   |
| 3.er Oficial |      | Teniente          |                   |
| Suboficial   |      | Subteniente       |                   |

#### Tropa
- Sargento primero
- Sargento segundo
- Cabo
- Cadete de Primera: Debido a sus méritos el Cadete puede ser distinguido como Cadete de Primera usando un galón o insignia en el antebrazo izquierdo, no se considera oficialmente como un grado, es considerado una distinción.

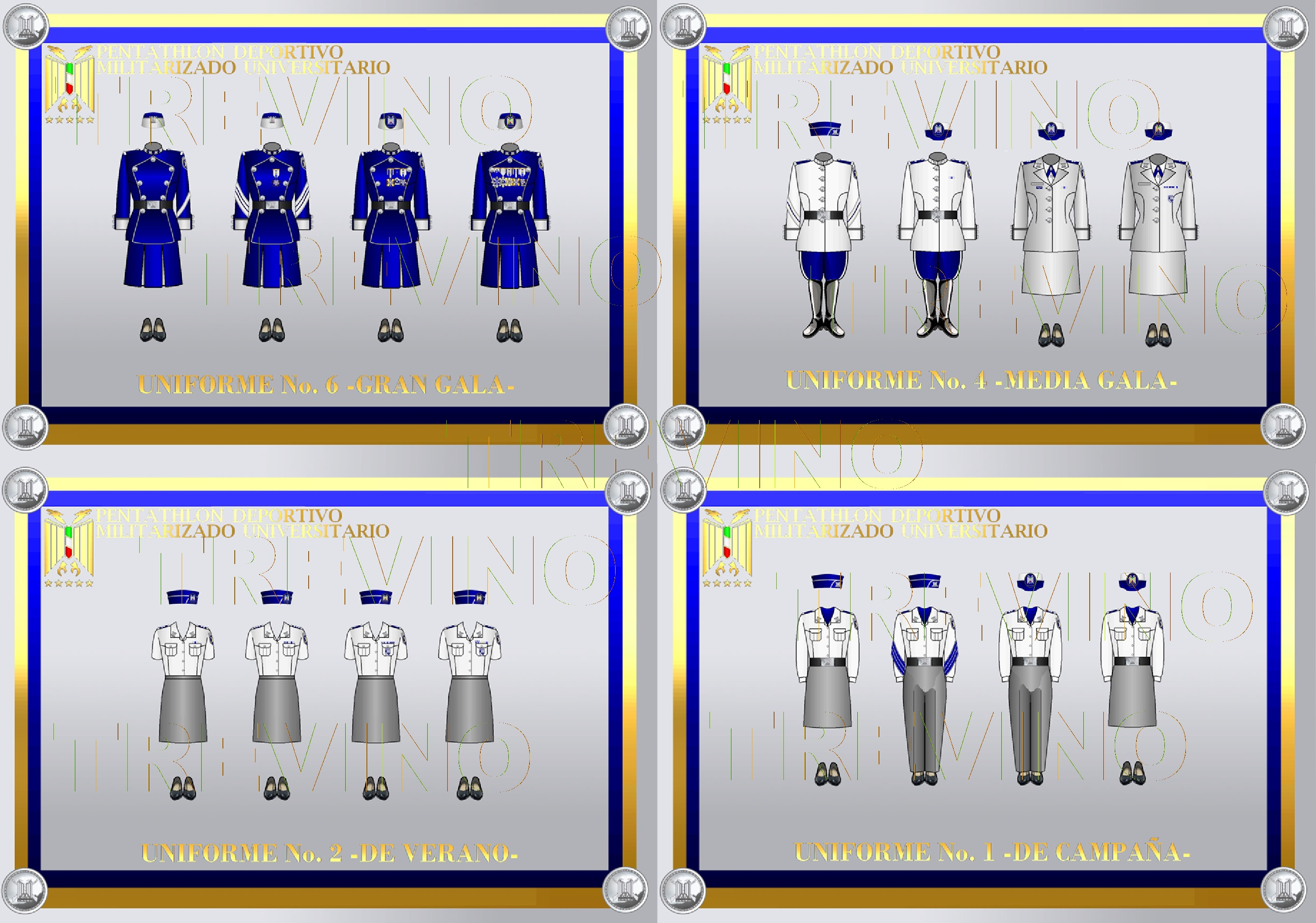
Uniformes del Pentathlon Femenino

- Cadete
- ReclutaUniformes del Pentathlon Femenino

| Grado             | Insignia | Grado equiparable  | Insignia |
| ----------------- | -------- | ------------------ | -------- |
| Sargento primero  |          | Sargento Primero   |          |
| Sargento segundo  |          | Sargento Segundo   |          |
| Cabo              |          | Cabo               |          |
| Cadete de Primera |          | Soldado de Primera |          |
| Cadete            |          | Soldado            |          |

### Ordenación geográfica
El agrupamiento de mandos se ha hecho de la misma manera que se divide el mando del Ejército mexicano, la categoría de Región entendida como agrupamiento de varias Zonas con fines administrativos.
- Región. Se conforman cinco Regiones en el País: Región Norte, Región Noreste, Región Occidente, Región Centro y Región Sur. Dentro de las Zonas que conforman la Región se nombra a un Coordinador Regional por un período de dos años.

- Zonas. Cada Estado del país y el Distrito Federal constituyen una Zona del PDMU con un Comandante de Zona y un Estado Mayor de Zona. El mando de cada zona generalmente tiene su sede en la capital de la entidad.

- Subzonas. Si las distancias geográficas entre los centros de instrucción son muy grandes se crea una sub-zona para coordinar los trabajos de los batallones de un área geográfica. Usualmente una sub-zona se forma en municipios de la entidad que están alejados de la capital o la sede del mando de Zona.

- Batallones. Los asistentes a cada centro de instrucción puede constituir en sí mismos un Batallón o compañía que está a cargo de un Comandante de y una Plana Mayor.

- Unidades. Las unidades son centros de instrucción en promoción (que tramitan su reconocimiento ante el Estado Mayor General) bajo la supervisión del mando de la Zona o de un Batallón.

- Internados

Secciones del Estado Mayor
Tanto el Estado Mayor General como el Estado Mayor de Zona, están conformados en estricto orden por:
- Jefe del Estado Mayor
- Jefe de Sección Técnica
- Jefe de Sección Militar
- Jefe de Sección Deportiva
- Jefe de Sección de Investigación y Estadística
- Jefe de Sección de Organización y Propaganda
- Jefe de Sección de Archivo y Detall
- Jefe de Sección de Hacienda

### Pentathlón Mayor
Conformado por todo el personal varonil mayor de 15 años e inscritos en el PDMU que participan activamente en las actividades y quedan sujetos plenamente los postulados de la institución.

### Pentathlón Menor
El Pentatlón Menor lo integran niños y adolescentes de 8 a 15/16 años de edad, quienes al pasar la edad correspondida pasan al grupo mayor

### Pentathlón Femenino
Está constituido por aquellas jóvenes mexicanas que adopten las finalidades de la institución. Es autónomo en su régimen interior pero tendrá como consejero un representante nombrado por el Estado Mayor General del Pentathlón Deportivo Militarizado Universitario el cual tendrá voto de calidad dentro del Estado Mayor del Pentathlón Femenino.

### Cuerpo de profesionistas
Presta sus servicios profesionales al Activo del PDMU. Sus actividades están en íntima relación con sus conocimientos.
Los miembros de este cuerpo no están obligados a desempeñar las actividades comunes del Activo (instrucción); en caso de ingresar explícitamente al Activo Ordinario quedan sujetos al reglamento respectivo en todas sus partes además de las normas propias del cuerpo de Profesionistas.

### Armas, servicios y cuerpos especiales
- Infantería: arma donde se desempeñan los elementos de combate a pie.
- Infantería de Marina: arma que desempeña actividades anfibias. Generalmente ubicadas en las costas de nuestro país.
- Caballería: arma independiente de la Infantería regular que se especializa en artes ecuestres.
- Policía militar (PM): pertenece a la Infantería regular, se encargan de cumplir y hacer cumplir las disposiciones del mando y la legislación vigente; además de velar por la integridad física del personal y los bienes del PDMU. Cabe mencionar que solo este grupo junto con el CES son los únicos cuerpos especiales oficiales del pentathlon.
- Servicio de Transmisiones: medio de comunicación del mando.
- Servicio de Sanidad: dedicado a velar por la salud del personal adiestrados en primeros auxilios.

## Adiestramiento militarizado
Los elementos que forman parte del PDMU reciben instrucción militar:
- Orden cerrado (marchas)
- Orden disperso (prácticas de campo y estrategias de combate)
- Defensa personal y lucha cuerpo a cuerpo
- Pentatlón militar
- Entrenamiento en tumbling

## Formación Humanística
Dentro de las filas del PDMU se fomenta la cultura y el estudio; particularmente en actividades como: la oratoria, el conocimiento de historia universal e historia de México, entre otras actividades que ayudan a mejorar la ética y moralidad del elemento.

## Adiestramiento Deportivo
La instrucción deportiva que reciben los elementos del PDMU se basa en la práctica de las disciplinas que forman la prueba pentamilitar además de todo tipo de deportes comunes así como muchos otros considerados deportes extremos.
- Deportes individuales
  - Atletismo
  - Fútbol de salón, rápido y soccer
  - Voleibol de salón y de playa
  - Lucha olímpica y grecorromana
- Deportes de Conjunto
  - Básquetbol
  - Softbol
  - Tiro deportivo
  - Esgrima
  - Levantamiento de pesas (Halterofilia)
  - Tumbling (principios de gimnasia)
- Deportes combinados
  - Pentatlón (Velocidad, Salto de longitud, Tiro con rifle de aire cal .177 (4.5 mm), natación, Carrera a campo traviesa (campo a través)
- Artes marciales
  - Taekwondo
  - Karate-do

- Ecuestres
  - Salto de obstáculos
  - Adiestramiento
  - Polo en arena
  - Equitación acrobática
  - Carreras cantianas
  - Juego de bandera

El PDMU cuenta con equipos de alto rendimiento como los de lucha olímpica, gimnasia femenina y levantamiento de pesas femenino.
Las gimnastas del PDMU son campeonas juveniles; por su parte, jinetes de ambos sexos compiten en las pruebas de federación correspondiente.

## Premios y reconocimientos
- Incorporación al Deporte Federado. El 18 de mayo de 1988, la Confederación Mexicana del Deporte y el PDMU firmaron un convenio de colaboración y apoyo recíprocos, uno de los reconocimientos más grandes a los que la institución había aspirado.
- Premio Nacional del Deporte, otorgado al PDMU en 1995 por el Gobierno Federal mexicano, hecho singular por ser la primera vez que se da este reconocimiento a una institución.
- Premio Estatal de la Juventud 1999 en Méritos Cívicos, por el estado de Yucatán, otorgado el 20 de diciembre de 2000 al PDMU Zona Yucatán, por su trayectoria y fomento a los Símbolos Patrios.
- Premio Estatal de la Juventud, por el gobierno del Estado de Oaxaca, en el año 2006
- Premio Estatal al Mérito Ciudadano, por el gobierno del Estado de Oaxaca, en el año 2008
- Premio Estatal de Deportes, por el gobierno del Estado de México.
- Premio Estatal de Deportes, por el gobierno del Estado de Durango.
- Premio Estatal de Deportes, por el gobierno del Estado de Veracruz, en el año 2013
- Premio Municipal del Deporte 2014, por el gobierno del Municipio de Córdoba, en el año 2015.
- Premio Estatal Voluntariado por Coahuila 2015, otorgado por el gobierno del Estado en la Cd. de Saltillo, a la Sub-Zona Acuña.
- Premio Estatal de Deportes, por el gobierno del Estado de Sinaloa, en el año 2016.